# دوللي داون
دوللي داون (بالإنجليزية: Dolly Dawn)‏ هي مغنية أمريكية، ولدت في 3 فبراير 1916 في نيوآرك في الولايات المتحدة، وتوفيت في 11 ديسمبر 2002 في إنغلوود في الولايات المتحدة.

## وصلات خارجية
- دوللي داون على موقع IMDb (الإنجليزية)
- دوللي داون على موقع ميوزك برينز (الإنجليزية)
- دوللي داون على موقع أول ميوزيك (الإنجليزية)
- دوللي داون على موقع ديسكوغز (الإنجليزية)
- دوللي داون على موقع قاعدة بيانات الفيلم (الإنجليزية)